# Kronprinsessan Lovisas vårdanstalt

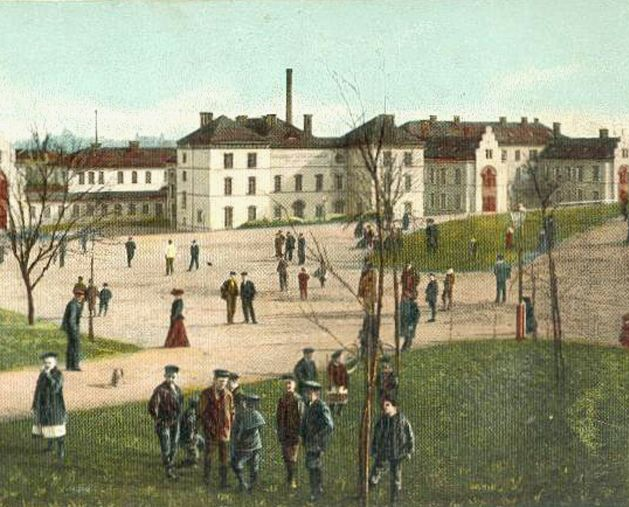
Kronprinsessan Lovisas vårdanstalt, från Kronobergsparken (äldre vykort)

Kronprinsessan Lovisas vårdanstalt för sjuka barn (även Kronprinsessan Lovisas barnsjukhus, KLB) var ett barnsjukhus på Kungsholmen i Stockholm 1854–1970, finansierat av välgörenhet och företrädesvis för barn av fattiga föräldrar, beläget först på Hantverkargatan 14 och efter 1899 på Polhemsgatan 30.

## Historik
En fattigläkare i Stockholm, Per Elmstedt, skänkte genom testamente av 30 juni 1848 grundplåten till en stiftelse, avsedd att avhjälpa bristen på nödig vård åt sjuka fattiga barn. För att förverkliga tanken inbjöd kapitalförvaltarna professor Magnus Huss och kamrer Carl Peter Dahlgren stadens damer "att medelst tecknade bidrag skynda den sjuka barnaåldern till hjälp och vård" (7 oktober 1851). Kronprinsessan Lovisa förklarade sig från början villig att bli anstaltens beskyddare, och till ytterligare stöd bildades 1860 "Kronprinsessan Lovisas förening för barnasjukvård", med ändamål att i Stockholm underhålla en vårdanstalt för sjuka barn, där företrädesvis de fattigas barn skulle mottas kostnadsfritt. Föreningen stod under beskydd av Sveriges drottning. Med insamlade medel köptes en tomt på Kungsholmen (Hantverkargatan 14), där nödvändiga om- och nybyggnadsarbeten utfördes. Sjukhuset invigdes den 4 februari 1854.
På KLB fanns initialt 30 sängar fördelade på tre rum och ytterligare 10 platser för särskilt smittsamma patienter. Senare utökades till 60 platser. Vårdtiderna var på den tiden långa, i medeltal två månader. 1866 fick sjukhuset en kirurgisk klinik.
Fastän byggnaderna efterhand förbättrades konstaterades de vara onöjaktiga. Styrelsen beslöt därför redan 1891 att uppföra ett nytt sjukhus. Stadsfullmäktige beviljade samma år mot vissa villkor kostnadsfritt upplåtande av en tomt i kvarteret Kronoberg på Kungsholmen. Den nya vårdanstalten med 147 vårdplatser invigdes 1 december 1899 av Oscar II på Polhemsgatan 30. Arkitekt för sjukhuset var Axel Kumlien.
År 1970 överflyttades all medicinsk verksamhet till Sankt Görans sjukhus, varefter byggnaderna revs för att ge plats åt tre nya huskroppar med lokaler för Polismyndigheten i Stockholm och Rikspolisstyrelsen samt även Kronobergshäktet.

## Verksamma personer (urval)
- John Berg
- Gustaf von Düben
- Louise Falkenberg
- Magnus Huss
- Adolf Kjellberg
- Yngve Larsson
- Sigurd Lovén
- Oskar Theodor Sandahl
- Jonas Wærn
- Rolf Zetterström